# Ханде Кадер
Ханде Кадер је била политички активна турска трансродна жена. Кадер је постала позната као главна фигура ЛГБТ покрета након што је фотографисана на челу отпора против полицијских снага које су сузбијале Геј Параду у Истанбулу 2015. године. Њен цимер, Давут Денгилер је пријавио њен нестанак августа 2016. године, када се након недељу дана није вратила кући. Њено тело је пронађено 12. августа 2016. године на путу за Зекеријакој у силованом, измученом и спаљеном стању. Упркос стању у коме је њено тело пронађено, Денгилер је успео да је идентификује у градској мртвачници.
Кадер је била запослена у секс-индустрији, као сексуална радница. Последњи пут је виђена како улази у ауто свог клијента. У тренутку смрти имала је 23 године. Званични узрок смрти још није објављен. Извештаји показују да је након смрти леш био запаљен, потенцијално како би се избегла идентификација починиоца.
Након њене смрти, изражено је јавно негодовање и протестовање против злостављања трансродних особа у турском друштву.
ЛГБТИ+ студентски клуб Универзитета у Босфору саопштио је да ће се у част Ханде Кадер доделити стипендија транс студенту/транс студенткињи, почевши од школске 2017-2018. године. Међутим, кабинет председника је касније изјавио да постојање стипендије није било у њиховом знању те је донација била надокнађена.